# Mayumi Nagisa
Mayumi Nagisa (渚まゆみ, Nagisa Mayumi), née le 10 octobre 1944 à Tokyo, est une actrice et chanteuse japonaise.

## Biographie
Mayumi Nagisa entre à la Daiei en 1960 et fait sa première apparition au cinéma l'année suivante dans le rôle principal de Yūyake koyake no akatonbo de Kōji Shima. Son nom de scène, Mayumi Nagisa, lui a été donné par le compositeur Kōsaku Yamada.
En 1973, elle se marie avec l'auteur-compositeur et musicien de jazz Kuranosuke Hamaguchi (ja) et met entre parenthèses sa carrière d'actrice.
Mayumi Nagisa a tourné dans une quarantaine de films au cinéma entre 1961 et 1974.

## Filmographie

### Au cinéma
Sauf indication contraire, la filmographie de Mayumi Nagisa est établie à partir de la base de données JMDb.
- 1961 : Yūyake koyake no akatonbo (夕やけ小やけの赤とんぼ?) de Kōji Shima
- 1962 : Jonetsu no shijin Takuboku (情熱の詩人琢木?) de Kōji Shima
- 1962 : Eriko (江梨子?) de Keigo Kimura
- 1962 : Tuer ! (斬る, Kiru?) de Kenji Misumi : Yoshio Takakura
- 1963 : Wakai kigi (若い樹々?) de Haruo Harada
- 1963 : Kōkō san'nensei (高校三年生?) de Yoshio Inoue
- 1964 : La Légende de Zatoïchi : La Lame (座頭市あばれ凧, Zatōichi abaretako?) de Kazuo Ikehiro
- 1964 : Zoku kōkō san'nensei (続・高校三年生?) de Tarō Yuge (ja)
- 1964 : Seifuku no ōkami (制服の狼?) de Tarō Yuge (ja)
- 1964 : Jūnanasai wa ichido dake (十七才は一度だけ?) de Yoshio Inoue
- 1965 : Onna mekura monogatari (女めくら物語?) de Kōji Shima
- 1965 : Furin (不倫?) de Shigeo Tanaka
- 1966 : Fukuzatsuna kare (ja) (複雑な彼?) de Kōji Shima
- 1966 : Zoku teppō inu (続鉄砲犬?) de Mitsuo Murayama (ja)
- 1967 : Rāmen taishi (ラーメン大使?) de Kōji Shima
- 1967 : Heitai yakuza: Ore ni makasero (兵隊やくざ 俺にまかせろ?) de Tokuzō Tanaka
- 1967 : Le Silencieux (ある殺し屋, Aru koroshiya?) de Kazuo Mori : Shigeko
- 1967 : Kon'ya wa odorō (今夜は踊ろう?) de Tarō Yuge (ja)
- 1967 : Kangoku e no shōtai (監獄への招待?) d'Akira Inoue (ja)
- 1967 : Datsugokusha (脱獄者?) de Kazuo Ikehiro
- 1968 : Nemuri Kyōshirō onna jigoku (眠狂四郎女地獄?) de Tokuzō Tanaka : Shinobu
- 1968 : Hiroku on'na rō (秘録おんな牢?) d'Akira Inoue (ja)
- 1968 : Kaidan otoshiana (ja) (怪談おとし穴?) de Kōji Shima
- 1968 : Kantō on'na yakuza (関東女やくざ?) d'Akira Inoue (ja)
- 1968 : Le Couple humide (濡れた二人, Nureta futari?) de Yasuzō Masumura
- 1969 : Seihanzai-hō nyūmon (性犯罪法入門?) de Michihiko Obimori (ja)
- 1969 : Tejōmuyō (手錠無用?) de Tokuzō Tanaka
- 1970 : Ai no kaseki (愛の化石?) de Yoshihiko Okamoto (ja)
- 1970 : Aru heishi no kake (ある兵士の賭け?) de Keith Larsen, Kōji Chino et et Nobuaki Shirai
- 1970 : Kaze no bojo (風の慕情?) de Noboru Nakamura
- 1970 : Kigeki sore ga otoko no ikiru michi (喜劇ソレが男の生きる道?) de Jun Fukuda
- 1971 : Okusama wa 18-sai: Shinkon kyōshitsu (奥様は１８歳 新婚教室?) de Kunihiko Yamamoto (ja)
- 1972 : Okita le pourfendeur : Yakuza moderne (現代やくざ 人斬り与太, Gendai yakuza: Hito-kiri yota?) de Kinji Fukasaku : Kimiyo
- 1972 : Okita le pourfendeur : Les Trois frères chiens fous (人斬り与太 狂犬三兄弟, Hito-kiri yota: Kyōken san-kyōdai?) de Kinji Fukasaku
- 1973 : Combat sans code d'honneur (仁義なき戦い, Jingi naki tatakai?) de Kinji Fukasaku : Akiko Shinjo
- 1973 : Yajū gari (野獣狩り?) d'Eizō Sugawa
- 1974 : Combat sans code d'honneur 4 : Opération au sommet (仁義なき戦い 頂上作戦, Jingi naki tatakai: Chōjō sakusen?) de Kinji Fukasaku : Mieko
- 1974 : Yamaguchi-gumi gaiden: Kyūshū shinkō sakusen (山口組外伝 九州進攻作戦?) de Kōsaku Yamashita
- 1982 : The Rape (ザ・レイプ, Za reipu?) de Yōichi Higashi[3]

### À la télévision
- 1966 : Onna no tabiji (女の旅路?)